# Elektrodializa
Elektrodializa – proces odsalania/zatężania roztworów elektrolitów za pomocą modułu
z ułożonymi naprzemiennie membranami kationo- i anionowymiennymi, zachodzący pod wpływem zewnętrznego pola elektrycznego.

Schemat budowy i działania elektrodializera

Elektrodializa opiera się na zjawisku migracji jonów w polu elektrycznym i wykluczeniu współjonów przez naładowane grupy immobilizowane w polimerowej matrycy membrany jonowymiennej. Roztwór soli przepływa pomiędzy naprzemiennie umieszczonymi membranami kationo- i anionowymiennymi. Gdy pole elektryczne jest przyłożone w kierunku prostopadłym do przepływu roztworu, kationy migrują przez membrany kationowymienne i są zatrzymywane przez membrany anionowymienne, podczas gdy aniony migrują przez membrany anionowymienne i są zatrzymywane przez membrany kationowymienne. W ten sposób strumień roztworu soli jest dzielony na strumień odsolony (diluat) i strumień zatężony (koncentrat).
Głównym zastosowaniem elektrodializy i elektrodializy odwracalnej jest oddzielanie substancji jonowych od niejonowych: odsalanie wód słabo zasolonych, odsalanie serwatki i innych wyrobów przemysłu spożywczego, odkwaszanie soków, odzysk metali, z popłuczyn w przemyśle galwanizerskim. Na terenach ubogich w słodką wodę działa wiele małych instalacji elektrodializy i elektrodializy odwracalnej, odsalających wody słabo zasolone.

## Elektrodializa odwracalna
Jedną z wad elektrodializy jest konieczność wstępnego oczyszczania roztworów w celu zapobiegnięcia blokowaniu membran (tzw. fouling), a zwłaszcza blokowaniu membran przez sole nieorganiczne krystalizujące na powierzchni membrany (tzw. skaling). Z punktu widzenia uzysku wody pożądana jest praca w warunkach wysokiego stężenia koncentratu, co grozi krystalizacją trudno rozpuszczalnych soli. Skaling powoduje wzrost napięcia na stosie membranowym, co zwiększa koszty procesu, a w skrajnych przypadkach może powodować uszkodzenie membrany. EDR jest modyfikacją elektrodializy, w której w regularnych odstępach czasu zmieniana jest polaryzacja elektrod; odwracanie polaryzacji elektrod zmniejsza ryzyko foulingu, a w szczególności skalingu. Odwrócenie kierunku przepływu prądu powoduje, że osady powstające na membranie odrywają się i zostają wypłukane z modułu.